# Jacob Thuesen
Jacob Thuesen (født 25. maj 1962) er en dansk filminstruktør, der debuterede som i 2005 med den danske prisbelønnede spillefilm Anklaget. Jacob Thuesen blev uddannet som filmklipper i 1991 fra Den Danske Filmskole
Han var gift med Sofie Gråbøl i perioden (1994-2006).

## Filmografi
- 2005 Anklaget DK/Spillefilm - instruktion
- 2007 De unge år DK/Spillefilm - instruktion
- 2010 Blekingegade Tv-serie - instruktion
- 2016 Vrede DK/Dokumentarfilm - instruktion